# Xian de Cheng'an
Le xian de Cheng'an (成安县 ; pinyin : Chéng'ān Xiàn) est un district administratif de la province du Hebei en Chine. Il est placé sous la juridiction de la ville-préfecture de Handan.

## Démographie
La population du district était de 352 439 habitants en 1999.